# 530 Турандот
530 Турандот (530 Turandot) — астероїд головного поясу, відкритий 11 квітня 1904 року Максом Вольфом у Гейдельберзі.
Відкритий 11 квітня 1904 року Максом Вольфом. Астероїд носить ім'я принцеси Турандот, персонажа однойменної казки Гоцці та опери Пуччіні. Початково носив тимчасове ім'я (530) 1904 NV.
Тіссеранів параметр щодо Юпітера — 3,143.